# Adromischus cooperi
Adromischus cooperi – gatunek rośliny z rodziny gruboszowatych (Crassulaceae). Endemit Południowej Afryki.

## Biotop
Rośnie zazwyczaj w szczelinach skalnych na zboczach, do wysokości około 1500 m n.p.m.

## Status i ochrona
Międzynarodowa Unia Ochrony Przyrody (IUCN) uznaje Adromischus cooperi za gatunek najmniejszej troski (LC – Least Concern). Trend liczebności uznaje się za stabilny.